# Abbas Jadidi

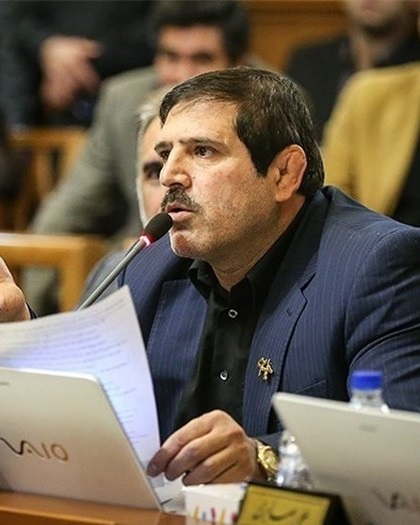
Abbas Jadidi

Abbas Jadidi (* 13. Januar 1969 in Teheran) ist ein ehemaliger iranischer Ringer.

## Werdegang
Jadidi begann im Alter von acht Jahren mit dem Ringen und wurde Mitglied des Sportklubs „Shiroudi“ Teheran, wo er sich auf das Freistilringen spezialisierte, eine Stilart mit großer Tradition im Iran.  Im Jahr 1989 startete er bei der Junioren-Weltmeisterschaft in Ulaanbaatar und belegte dort den 2. Platz im Mittelgewicht. Im Laufe seiner Karriere wuchs er bei einer Größe von 1,83 m über das Halbschwer- bis in das Schwergewicht hinein.
Im Jahre 1991 vertrat er den Iran erstmals bei der Weltmeisterschaft der Senioren. In Warna erreichte er im Halbschwergewicht den 7. Platz. Den Sprung zu den Olympischen Spielen 1992 in Barcelona schaffte er noch nicht, wurde aber 1993 in Ulaanbaatar erstmals Asienmeister im Schwergewicht.
Bei den Weltmeisterschaften 1993 in Toronto wurde Jadidi Weltmeister im Halbschwergewicht vor dem US-Amerikaner Melvin Douglas. Aufgrund eines positiven Dopingtests wurde ihm jedoch der gewonnene WM-Titel von den Offiziellen des Internationalen Ringerverbandes FILA wieder aberkannt und Douglas zugesprochen. Infolgedessen war Jadidi für zwei Jahre für internationale Wettkämpfe gesperrt.
Im weiteren Verlauf seiner Karriere erzielte Jadidi eine Reihe großer Erfolge. So gewann er bei den Olympischen Spielen 1996 in Atlanta die Silbermedaille im Schwergewicht, nachdem er bei der Weltmeisterschaft 1995 am gleichen Ort nach einer Halbfinalniederlage gegen den US-Amerikaner Kurt Angle schon eine Bronzemedaille gewonnen hatte. Gegen Kurt Angle verlor er auch den Kampf um den Olympiasieg 1996.
Den größten Erfolg seiner Laufbahn feierte er im Jahr 1998 mit dem Gewinn des WM-Titels im Halbschwergewicht im heimischen Teheran. Im Finale besiegte er dabei den starken Polen Marek Garmulewicz bei einem 0:0 Punktestand durch Kampfrichterentscheid.
1999 startete er bei der Weltmeisterschaft in Ankara erstmals im Schwergewicht und belegte den 3. Platz, nachdem er im Halbfinale gegen Andrei Schumilin aus Russland nach Punkten verloren hatte. Bei den Olympischen Spielen 2000 in Sydney verpasste er mit dem 4. Platz knapp eine Medaille und landete bei der Weltmeisterschaft 2001 in Sofia nur  auf dem 7. Platz. Im Jahr 2002 startete er noch einmal bei den Asian-Games in Busan und schloss mit einem 2. Platz im Schwergewicht hinter dem Silbermedaillengewinner der Olympischen Spiele 2000 Artur Taymazov aus Usbekistan seine internationale Karriere ab.
2006 wurde Jadidi Cheftrainer der iranischen Freistil-Mannschaft.
2013 wurde er in den Stadtrat von Teheran gewählt.

## Internationale Erfolge
(OS = Olympische Spiele, WM = Weltmeisterschaft, F = Freistil, Mi = Mittelgewicht, Hs = Halbschwergewicht, S = Schwergewicht)
- 1989, 2. Platz, Junioren-WM in Ulaanbaatar, F, Mi, hinter Sebahattin Öztürk, Türkei und vor Nicolae Ghiță, Rumänien und Sergej Gubrinjuk, UdSSR
- 1991, 7. Platz, WM in Warna, F, Hs, hinter Macharbek Chadarzew, UdSSR Iraklios Deskoulidis, Griechenland, Roberto Limonta, Kuba, Rumen Alabekow, Bulgarien, Christopher Campbell, USA und Kenan Şimşek, Türkei
- 1992, 2. Platz, Asian Games in Teheran, F, Hs, hinter Puntsagiin Süchbat, Mongolei u.vor Akira Ohta, Japan
- 1992, 2. Platz, World-Cup-Turnier in Moskau, F, Hs, hinter Wiktor Gisojew, GUS und vor Dan Chaid, USA und Ahmet Doğu, Türkei
- 1993, 1. Platz, Asian Championships in Ulaanbaatar, F, S, vor Lin Chang-Yin, Taiwan und Battogtochyn Bat-Erdene, Mongolei
- 1993, unplatziert, WM in Toronto, F, Hs, Sieger: Melvin Douglas, USA vor Eldari Luka Kurtanidse, Georgien und Macharbek Chadarzew
- 1995, 3. Platz, WM in Atlanta, F, S, hinter Kurt Angle, USA und Arawat Sabejew, Deutschland und vor Sjarhej Kawaleuski, Belarus, Dschambulat Tedejew, Ukraine und Milan Mazáč, Slowakei
- 1996, 1. Platz, Asian Games in Xiaoshan/China, F, S, vor Dolgorsürengiin Sumjaabadsar, Mongolei und Konstantin Alexandrow, Kirgisistan
- 1996, Silbermedaille, OS in Atlanta, F, S, hinter Kurt Angle und vor Arawat Sabejew, Sjarhej Kawaleuski, Marek Garmulewicz, Polen und Konstantin Alexandrow
- 1998, 1. Platz, World-Cup-Turnier in Stillwater/USA, F, Hs, vor Kuramagomed Kuramagomedow, Russland, Wilfredo Morales, Kuba, J.J. Mc Crew, USA und Hans Gstöttner, Deutschland
- 1998, 4. Platz, Goodwill-Games in New York, F, Hs, hinter Sagid Murtasalijew, Russland, Melvin Douglas und Kaşif Şakiroğlu, Türkei
- 1998, 1. Platz, WM in Teheran, F, Hs, vor Garmulewicz, Kuramagomed Kuramagomedow, Wadym Tassoew, Ukraine, Melvin Douglas und Eldari Luka Kurtanidse
- 1998, 1. Platz, Asian Games in Bangkok, F, Hs, vor Dolgorsürengiin Sumjaabadsar und Soslan Frajew, Usbekistan
- 1999, 3. Platz, WM in Ankara, F, S, hinter Stephen Neal, USA und Andrei Schumilin, Russland und vor Rezep Aşqabaliyev, Aserbaidschan, Aydın Polatçı, Türkei und Sven Thiele, Deutschland
- 2000, 4. Platz, OS in Sydney, F, S, hinter David Musuľbes, Russland, Artur Taymazov, Usbekistan und Alexis Rodríguez Valera, Kuba und vor Kerry McCoy, USA und Aljaksej Mjadswedseu, Belarus
- 2001, 7. Platz, WM in Sofia, F, S, hinter David Musuľbes, Artur Taymazov, Alexis Rodríguez Valera, McCoy, Aydın Polatçı und Bodschidar Bojadschijew, Bulgarien
- 2002, 2. Platz, Asian Games in Busan, F, S, hinter Artur Taymazov und vor Cheema Palwinder Singh, Indien